# Bottiglia Codd

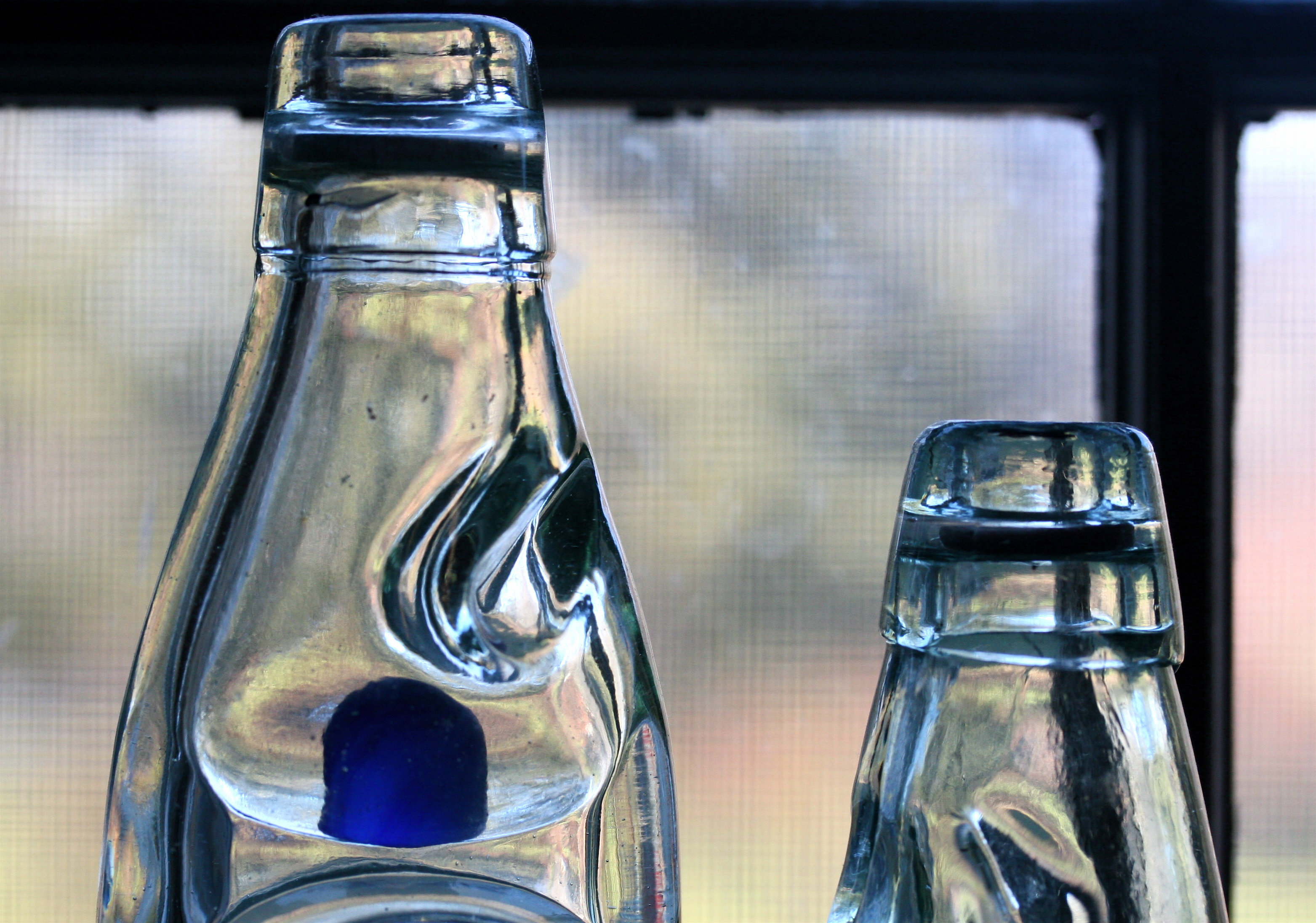
Una bottiglia Codd

La bottiglia Codd, conosciuta anche come bottiglia con la pallina o bottiglietta con la biglia, è un tipo di bottiglia usato per le bevande gassate che dispone di un particolare e unico sistema di chiusura basato sulla presenza di una biglia di vetro nel collo.

## Storia

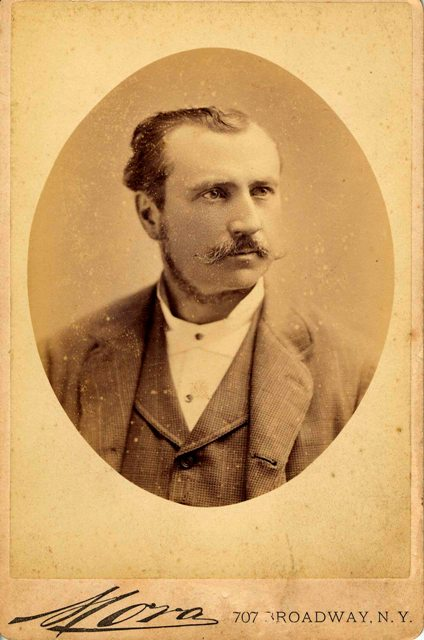
Hiram Codd (1838-1887)

Nel 1872 il britannico Hiram Codd, proprietario di un'azienda di imbottigliamento a Camberwell (Londra), progettò e brevettò una bottiglia realizzata appositamente per le bevande gassate sfruttando il principio della valvola a sfera.
Il brevetto ebbe rapido successo a livello mondiale e i produttori di bevande che volevano utilizzare questa tecnologia dovettero pagare le royalty all'inventore britannico. Nel 1874 Codd rilasciò i diritti di produzione della bottiglia a chi avesse acquistato le sue biglie, le guarnizioni e il macchinario per creare la particolare strozzatura sul collo della bottiglia.
Le bottiglie vennero prodotte e utilizzate per diversi decenni, ma entrarono gradualmente in declino con la diffusione del tappo meccanico, brevettato nel 1875, e del tappo a corona, brevettato nel 1892. In Inghilterra la produzione si interruppe nel 1930, mentre in Germania la fabbricazione continuò almeno fino al 1959. Per via del tipico rumore al momento dell'apertura, le bibite contenute in questa bottiglia erano conosciute in Austria e Baviera con il nome onomatopeico "Kracherl".

## Descrizione
La bottiglia di Codd è realizzata tramite una doppia strozzatura sul collo, alla base e all'imboccatura, in modo da contenere una biglia di vetro ed una guarnizione di gomma vicino all'imboccatura. Dopo essere stata riempita con la bevanda, la bottiglia viene capovolta e viene iniettata l'anidride carbonica ad alta pressione (generalmente a 6 atmosfere). Quando la bottiglia ritorna in posizione, la pressione del gas spinge la pallina in alto verso la guarnizione posta sull'imboccatura, sigillando la bottiglia. Per aprire la bottiglia è necessario premere la pallina con le dita, con un legnetto o con un pezzetto di plastica per far uscire il gas ed eliminare la pressione: a questo punto la pallina scende, pur rimanendo nel collo grazie ad una strozzatura che le impedisce di raggiungere il fondo.

## Diffusione
Dopo il brevetto la bottiglia Codd divenne molto popolare fra le industrie di imbottigliamento che commercializzavano bevande gassate in Europa, India e Australasia. La bottiglia venne usata anche per la birra.
Dal momento che solitamente i bambini rompevano il vetro per ottenere la biglia con cui giocare, le vecchie bottiglie a pallina sono relativamente rare e sono diventate un ricercato oggetto d'antiquariato e da collezione.
Le bottiglie vuote venivano utilizzate anche per la pesca di frodo: venivano riempite di carburo di calcio e acqua e lanciate in mare: a contatto con l'acqua, il carburo reagisce trasformandosi rapidamente in gas acetilene, che ritappava la bottiglia con la pallina, facendo poi esplodere la bottiglia e uccidendo i pesci nelle vicinanze. Questa pericolosa pratica, equiparata alla pesca con gli esplosivi, è oggi vietata.
La bottiglia Codd è tuttora utilizzata per le bevande gassate Ramune (prodotta in Giappone) e Banta (prodotta in India). Nel 2007 l'azienda italiana Abbondio provò a rilanciare alcuni suoi prodotti venduti in questa particolare bottiglia.